# Friedrich Anders
Friedrich August Anders (* 7. April 1808 in Bunzlau, Schlesien; † 27. Januar 1875 in Mohrungen, heute Wojewodschaft Ermland-Masuren) war ein deutscher Jurist und Mitglied der Frankfurter Nationalversammlung.

## Leben
Friedrich Anders, der Sohn einen Gerbermeisters studierte die Rechtswissenschaften von 1829 bis 1831 in Breslau. Dort schloss er sich 1830 der Breslauer Burschenschaft an, weswegen er 1833 zu 24 Jahren Festungshaft verurteilt wurde. Er ist im Schwarzen Buch der Frankfurter Bundeszentralbehörde (Eintrag Nr. 24) eingetragen. 1837 wurde er begnadigt.
1832 bis 1833 war er als Auskultator in Groß-Glogau tätig, ebenso nach seiner Freilassung 1837 bis 1842. Anschließend war er als Oberlandesgerichtsassessor am Land- und Stadtgericht tätig und wechselte in dieser Funktion 1846 nach Goldberg.
Vom 18. Mai 1848 bis zum 3. Mai 1849 war er Abgeordneter für den Wahlkreis 8. Provinz Schlesien (Jauer) im Frankfurter Paulskirchenparlament. Er blieb fraktionslos, stimmte aber mit dem rechten Zentrum.
Ab 1849 bis 1857 war er Kreisgerichtsrat in Goldberg, danach Kreisgerichtsdirektor zuerst in Löbau, dann ab 1861 in Mohrungen.

## Ehrungen
- Roter Adlerorden, Ritterkreuz